# Cedusa kalala
Cedusa kalala är en insektsart som beskrevs av Kramer 1986. Cedusa kalala ingår i släktet Cedusa och familjen Derbidae. Inga underarter finns listade i Catalogue of Life.